# Ленглендс, Роберт
Роберт Филэн Ленглендс (англ. Robert Phelan Langlands, род. 6 октября 1936) — американский математик канадского происхождения, наиболее известный как основатель программы Ленглендса — широкой сети гипотез и доказанных теорем, связывающих теорию представлений, теорию автоморфных форм и теорию групп Галуа. В настоящее время — профессор-эмерит Института высших исследований.

## Биография
В 1957 году получил степень бакалавра в Университете Британской Колумбии, в 1958 году — магистра. После этого перешёл в Йельский университет и в 1960 году получил степень Ph.D. До 1967 года работал в Принстонском университете, а в 1967—1972 годах — в Йельском университете. В 1972 году приглашён на должность профессора в Институт высших исследований, где оставался на этой должности до ухода в отставку в статусе профессора-эмерита в 2007 году.
Помимо математики, увлекается изучением иностранных языков, как для лучшего понимания иностранных математических публикаций, так и «для забавы»; в частности, изучил немецкий и русский языки, увлекается русской литературой.

## Исследования
Докторская диссертация посвящена в основном аналитической теории полугрупп, но вскоре после её защиты он начал работать в области теории представлений, найдя приложение недавних результатов Хариш-Чандры к теории автоморфных форм. Затем, через несколько лет, он построил общую аналитическую теорию рядов Эйзенштейна для редуктивных групп произвольного ранга. В качестве приложения этой теории он доказал гипотезу Вейля о числах Тамагавы для широкого класса односвязных групп Шевалле над рациональными числами.
В качестве второго приложения Ленглендсу удалось доказать мероморфность определённого класса {\displaystyle L}-функций, появляющихся в теории автоморфных форм. В январе 1967 года он пишет письмо Андре Вейлю, в котором кратко описывает то, что позднее стали называть «гипотезами Ленглендса». Вейль перепечатал письмо, и печатная версия некоторое время циркулировала среди математиков, интересовавшихся этими темами. В частности, в этом письме впервые появляется определение {\displaystyle L}-группы и так называемый «принцип функториальности». Благодаря введению этих определений (а также благодаря осознанию важности некоторых уже существовавших понятий) многие проблемы, казавшиеся до того неразрешимыми, удалось разбить на несколько более простых частей. Например, эти определения способствовали более полному исследованию бесконечномерных представлений редуктивных групп.
Функториальность — это гипотеза о том, что автоморфные формы различных групп связаны между собой посредством соответствующих им {\displaystyle L}-групп. В книге, написанной Ленглендсом совместно с Эрве Жаке, представлена теория автоморфных форм для общей линейной группы {\displaystyle GL(2)}. В этой книге доказывается теорема о соответствии Эрве — Ленглендса, показывающая, каким образом функториальность связывает автоморфные формы для {\displaystyle GL(2)} с автоморфными формами для алгебр над кватернионами. Общая гипотеза функториальности ещё далека от доказательства, однако один её частный случай (октаэдральный случай гипотезы Артина, доказанный Туннеллом в 1981 году) был начальной точкой для частичного доказательства теоремы о модулярности, проведённого Эндрю Уайлсом, и последовавшего доказательства Великой теоремы Ферма.
С середины 1980-х годов начал больше интересоваться проблемами физики, особенно вопросами перколяции и конформной инвариантности. В последние годы его внимание вновь вернулось к теории автоморфных форм, а именно, к теме, которую называют «эндоскопией».
В 1995 году принял решение опубликовать практически все свои работы в Интернете. В частности, была опубликована копия его письма Вейлю.

## Награды и сообщества
В 1996 году удостоен премии Вольфа (совместно с Эндрю Уайлсом), в 2005 году — премии Стила, в 2006 году — премии Неммерса, в 2007 году — премии Шао (совместно с Ричардом Тейлором), в 2018 году стал лауреатом Абелевской премии.
В 1981 году был избран членом Лондонского королевского общества, в 2011 году — иностранным членом РАН. C 2012 года является действительным членом (фелло) Американского математического общества.